# 北川真理子
北川 真理子（きたがわ まりこ、1986年（昭和61年）5月9日 - ）は、日本の教育者・実業家・著作家・絵本作家。モンテッソーリ教育を日本に広めるための活動を行う。合同会社コソダチ代表を務める。

## 略歴
国際モンテッソーリ協会が公認する0-3歳、3-6歳の教師資格および認知症ケアワーカー資格の保有者である。
2018年より、「モンテッソーリアンまりこ」として、子育て・モンテッソーリ教育に関する情報をInstagramにおいて発信（著作は実名である北川 真理子として発表をしている）。
2019年、おうちではじめるモンテッソーリ教育をテーマとしたオンラインサロン「子育ての学校」および、モンテッソーリ教育に関するグッズを販売するオンラインショップ「コソダチショップ」を立ち上げる。
2020年、合同会社コソダチを設立。

## 著書
- 『いちばんていねいな はじめてのおうちモンテッソーリ』（2021年10月、KADOKAWA、ISBN4046054468）
- 『モンテッソーリのせいかつえほん トイレでできた』（2021年12月、日本能率協会マネジメントセンター、ISBN4820729497）